# 100 mètres féminin aux championnats du monde d'athlétisme 2015
Navigation
Moscou 2013 Londres 2017
L'épreuve du 100 mètres féminin des championnats du monde de 2015 s'est déroulée les 23 et 24 août 2015 dans le Stade national de Pékin, le stade olympique de Pékin, en Chine. Elle est remportée par la Jamaïcaine Shelly-Ann Fraser-Pryce.

## Records et performances

### Records
Les records du 100 m femmes (mondial, des championnats et par continent) étaient avant les championnats 2015 les suivants :
| Record du monde           | Florence Griffith Joyner | 10 s 49 | Indianapolis, États-Unis | 16 juillet 1988 |
| Record des championnats   | Marion Jones             | 10 s 70 | Séville, Espagne         | 22 août 1999    |
| Record d'Afrique          | Blessing Okagbare        | 10 s 79 | Londres, Grande-Bretagne | 27 juillet 2013 |
| Record d'Asie             | Li Xuemei                | 10 s 79 | Shanghai, Chine          | 18 octobre 1997 |
| Record d'Amérique du Nord | Florence Griffith Joyner | 10 s 49 | Indianapolis, États-Unis | 16 juillet 1988 |
| Record d'Amérique du Sud  | Ana Claudia Silva        | 11 s 05 | Belém, Brésil            | 12 mai 2013     |
| Record d'Europe           | Christine Arron          | 10 s 73 | Budapest, Hongrie        | 19 août 1998    |
| Record d'Océanie          | Melissa Breen            | 11 s 11 | Canberra                 | 9 février 2014  |

### Meilleures performances de l'année 2015
Les dix  athlètes les plus rapides de l'année sont, avant les championnats, les suivantes. 
| 1 | Shelly-Ann Fraser-Pryce | Jamaïque          | 10 s 74 | Saint-Denis     | 4 juillet 2015  |
| 2 | English Gardner         | États-Unis        | 10 s 79 | Eugene          | 26 juin 2015    |
| 3 | Blessing Okagbare       | Nigeria           | 10 s 80 | Saint-Denis     | 4 juillet 2015  |
| 4 | Murielle Ahouré         | Côte d'Ivoire     | 10 s 81 | Eugene (Oregon) | 30 mai 2015     |
| 4 | Tori Bowie              | États-Unis        | 10 s 81 | Eugene          | 26 juin 2015    |
| 6 | Elaine Thompson         | Jamaïque          | 10 s 84 | Eugene          | 30 mai 2015     |
| 6 | Kelly-Ann Baptiste      | Trinité-et-Tobago | 10 s 84 | Port d'Espagne  | 27 juin 2015    |
| 8 | Jenna Prandini          | États-Unis        | 10 s 92 | Walnut          | 18 avril 2015   |
| 8 | Jasmine Todd            | États-Unis        | 10 s 92 | Eugene          | 26 juin 2015    |
| 8 | Barbara Pierre          | États-Unis        | 10 s 92 | Toronto         | 21 juillet 2015 |
| 8 | Dafne Schippers         | Pays-Bas          | 10 s 92 | Londres         | 25 juillet 2015 |

## Critères de qualification
Pour se qualifier pour les championnats, il fallait avoir réalisé 11 s 33 ou moins entre le 1er octobre 2014 et le 10 août 2015.
La championne du monde en titre et le vainqueur de la Ligue de diamant 2014 bénéficient d'une wild card, tandis que les championnes continentales en titre sont également qualifiées, la décision finale d'aligner l'athlète relevant de la fédération nationale concernée.

## Faits marquants
Shelly-Ann Fraser-Pryce remporte le titre pour la troisième fois, après ses succès en 2009 et 2013.
Dafne Schippers améliore par deux fois son record des Pays-Bas : en demi-finale (10 s 83) puis en finale (10 s 81) où elle remporte l'argent derrière la Jamaïcaine. Elle devient la première européenne médaillée aux mondiaux sur 100 m depuis la Française Christine Arron en 2005 à Helsinki où elle remportait le bronze.

## Médaillées
| Or                      | Argent          | Bronze     |
| Shelly-Ann Fraser-Pryce | Dafne Schippers | Tori Bowie |

## Résultats

### Finale
| Rang               | Athlète                 | Temps   | Réaction | Notes |
| ------------------ | ----------------------- | ------- | -------- | ----- |
| Médaille d'or      | Shelly-Ann Fraser-Pryce | 10 s 76 | 0 s 161  |       |
| Médaille d'argent  | Dafne Schippers         | 10 s 81 | 0 s 129  | NR    |
| Médaille de bronze | Tori Bowie              | 10 s 86 | 0 s 153  |       |
| 4                  | Veronica Campbell-Brown | 10 s 91 | 0 s 147  |       |
| 5                  | Michelle-Lee Ahye       | 10 s 98 | 0 s 145  |       |
| 6                  | Kelly-Ann Baptiste      | 11 s 01 | 0 s 127  |       |
| 7                  | Natasha Morrison        | 11 s 02 | 0 s 200  |       |
| 8                  | Blessing Okagbare       | 11 s 02 | 0 s 185  |       |

### Demi-finales
Les 2 premières de chaque course (Q) plus les 2 meilleurs temps (q) se qualifient pour les demi-finales.
| Rang | Athlète                 | Temps       | Notes |
| ---- | ----------------------- | ----------- | ----- |
| 1    | Shelly-Ann Fraser-Pryce | 10 s 82 (Q) |       |
| 2    | Blessing Okagbare       | 10 s 89 (Q) |       |
| 3    | Marie-Josée Ta Lou      | 11 s 04     | PB    |
| 4    | Sherone Simpson         | 11 s 06     |       |
| 5    | Semoy Hackett           | 11 s 13     | SB    |
| 6    | English Gardner         | 11 s 13     |       |
| 7    | Asha Philip             | 11 s 21     |       |
| 8    | Wei Yongli              | 11 s 27     | PB    |

| Rang | Athlète            | Temps       | Notes |
| ---- | ------------------ | ----------- | ----- |
| 1    | Tori Bowie         | 10 s 87 (Q) |       |
| 2    | Kelly-Ann Baptiste | 10 s 90 (Q) |       |
| 3    | Natasha Morrison   | 10 s 96 (q) | PB    |
| 4    | Rosângela Santos   | 11 s 07     |       |
| 5    | Mujinga Kambundji  | 11 s 07     | NR    |
| 6    | Viktoriya Zyabkina | 11 s 19     | PB    |
| 7    | Chisato Fukushima  | 11 s 32     |       |
| 8    | Ramona Papaioannou | 11 s 38     |       |

| \| Rang \| Athlète \| Temps \| Notes \| \| ---- \| ----------------------- \| ----------- \| ----- \| \| 1 \| Dafne Schippers \| 10 s 83 (Q) \| NR \| \| 2 \| Veronica Campbell-Brown \| 10 s 89 (Q) \| SB \| \| 3 \| Michelle-Lee Ahye \| 10 s 97 (q) \| SB \| \| 4 \| Murielle Ahouré \| 10 s 98 \| \| \| 5 \| Ivet Lalova \| 11 s 13 \| \| \| 6 \| Carina Horn \| 11 s 15 \| \| \| 7 \| Ezinne Okparaebo \| 11 s 19 \| \| \| 8 \| Jasmine Todd \| 11 s 21 \| \| |                         |             |       |
| Rang | Athlète                 | Temps       | Notes |
| 1 | Dafne Schippers         | 10 s 83 (Q) | NR    |
| 2 | Veronica Campbell-Brown | 10 s 89 (Q) | SB    |
| 3 | Michelle-Lee Ahye       | 10 s 97 (q) | SB    |
| 4 | Murielle Ahouré         | 10 s 98     |       |
| 5 | Ivet Lalova             | 11 s 13     |       |
| 6 | Carina Horn             | 11 s 15     |       |
| 7 | Ezinne Okparaebo        | 11 s 19     |       |
| 8 | Jasmine Todd            | 11 s 21     |       |

### Séries
Les 3 premières de chaque course (Q) plus les 3 meilleurs temps (q) se qualifient pour les demi-finales.
| Rang | Athlète                 | Temps   | Notes |
| ---- | ----------------------- | ------- | ----- |
| 1    | Tori Bowie              | 10 s 88 | (Q)   |
| 2    | Veronica Campbell-Brown | 11 s 04 | (Q)   |
| 3    | Asha Philip             | 11 s 28 | (Q)   |
| 4    | Gina Lückenkemper       | 11 s 34 |       |
| 5    | Olga Safronova          | 11 s 49 |       |
| 6    | Inna Eftimova           | 11 s 50 |       |
| 7    | Valentina Meredova      | 12 s 25 |       |
| 8    | Lidiane Lopes           | 12 s 43 | NR    |

| Rang | Athlète             | Temps   | Notes |
| ---- | ------------------- | ------- | ----- |
| 1    | Blessing Okagbare   | 11 s 07 | (Q)   |
| 2    | Natasha Morrison    | 11 s 08 | (Q)   |
| 3    | Viktoriya Zyabkina  | 11 s 24 | (Q)   |
| 4    | Naomi Sedney        | 11 s 41 |       |
| 5    | Verena Sailer       | 11 s 41 |       |
| 6    | Melissa Breen       | 11 s 61 |       |
| 7    | Lihen Jonas         | 13 s 70 |       |
| 8    | Charlotte Wingfield | -       | DSQ   |

| Rang | Athlète           | Temps       | Notes |
| ---- | ----------------- | ----------- | ----- |
| 1    | Michelle-Lee Ahye | 10 s 98 (Q) |       |
| 2    | Ivet Lalova       | 11 s 09 (Q) | SB    |
| 3    | Murielle Ahouré   | 11 s 10 (Q) |       |
| 4    | Ezinne Okparaebo  | 11 s 12 (q) | SB    |
| 5    | Crystal Emmanuel  | 11 s 33     |       |
| 6    | Isidora Jiménez   | 11 s 47     |       |
| 7    | Aziza Sbaity      | 11 s 98     |       |
| 8    | Patricia Taea     | 12 s 34     | SB    |

| Rang | Athlète                 | Temps       | Notes |
| ---- | ----------------------- | ----------- | ----- |
| 1    | Shelly-Ann Fraser-Pryce | 10 s 88 (Q) |       |
| 2    | Marie-José Ta Lou       | 10 s 95 (Q) |       |
| 3    | Carina Horn             | 11 s 08 (Q) |       |
| 4    | Ramona Papaioannou      | 11 s 29 (q) |       |
| 5    | Rebekka Haase           | 11 s 29     |       |
| 6    | Nediam Vargas           | 11 s 51     |       |
| 7    | Jamile Samuel           | -           | DSQ   |

| Rang | Athlète                | Temps       | Notes |
| ---- | ---------------------- | ----------- | ----- |
| 1    | Dafne Schippers        | 11 s 01 (Q) |       |
| 2    | Semoy Hackett          | 11 s 16 (Q) | SB    |
| 3    | Jasmine Todd           | 11 s 29 (Q) |       |
| 4    | Olesya Povh            | 11 s 40     |       |
| 5    | Tahesia Harrigan-Scott | 11 s 47     |       |
| 6    | Kimberly Hyacinthe     | 11 s 54     |       |
| 7    | Adriana Alves          | 12 s 19     | PB    |
| 8    | Regine Tugade          | 12 s 60     |       |

| Rang | Athlète            | Temps       | Notes |
| ---- | ------------------ | ----------- | ----- |
| 1    | Kelly-Ann Baptiste | 11 s 13 (Q) |       |
| 2    | Mujinga Kambundji  | 11 s 17 (Q) | NR    |
| 3    | Sherone Simpson    | 11 s 22 (Q) |       |
| 4    | Wei Yongli         | 11 s 28 (q) | PB    |
| 5    | Khamica Bingham    | 11 s 30     |       |
| 6    | Narcisa Landazuri  | 11 s 48     |       |
| 7    | Hafsatu Kamara     | 12 s 13     |       |
| 8    | Marlene Mevong     | 12 s 56     |       |

| Rang | Athlète             | Temps       | Notes |
| ---- | ------------------- | ----------- | ----- |
| 1    | Rosângela Santos    | 11 s 14 (Q) |       |
| 2    | English Gardner     | 11 s 16 (Q) |       |
| 3    | Chisato Fukushima   | 11 s 23 (Q) | SB    |
| 4    | Maja Mihalinec      | 11 s 42     |       |
| 5    | Sheniqua Ferguson   | 11 s 48     |       |
| 6    | Nataliya Pohrebnyak | 11 s 62     |       |
| 7    | Andrea Purica       | 11 s 62     |       |

## Légende
Records et Performances
- AR : Record continental (area record)
- CR : Record des championnats (championship record)
- MR : Record du meeting (meet record)
- NR : Record national (national record)
- OR : Record olympique (olympic record)
- PR : Record paralympique (paralympic record)
- PB : Record personnel (personal best)
- SB : Meilleure performance personnelle de la saison (season's best)
- WL : Meilleure performance mondiale de l'année (world leader)
- WJR : Record du monde junior (world junior record)
- WR : Record du monde (world record)

Circonstances et Conditions
- DNF : N'a pas terminé (did not finish)
- DNS : N'a pas pris le départ (did not start)
- DQ : Disqualification (disqualification)
- NM : Aucun essai valable enregistré (No Mark)
- Q : Qualifié « directement » au prochain tour (ou à la prochaine compétition), lors d'une compétition majeure, grâce au classement ou à la réalisation des minima (automatic qualifier)
- q : Qualifié au prochain tour (ou à la prochaine compétition), lors d'une compétition majeure, grâce au repêchage ou à la réalisation de l'une des meilleures performances parmi celles des « non qualifiés directement » (grâce au meilleur temps ou à la meilleure distance par exemple) (secondary qualifier)